# Kalikho Pul
Kalikho Pul (Walla, 20 de julho de 1969 – Itanagar, 9 de agosto de 2016) foi um político indiano e agindo ministro-chefe do estado do nordeste de Arunachal Pradesh por um breve período em 2016. Ele foi eleito cinco vezes a partir do eleitorado Hayuliang Vidhan Sabha representando o Partido do Congresso Nacional Indiano. Juntamente com o apoio de alguns membros eleitos do Congresso e do Partido do Povo Indiano do adversário, tomou ministro-chefe de Arunachal Pradesh. No entanto, o Supremo Tribunal da Índia descartou esta nomeação por diversos motivos. Pul alegadamente cometeu suicídio por enforcamento na residência oficial do ministro-chefe em Itanagar no dia 9 de agosto de 2016.[carece de fontes?]